# Woldemar Nelsson
Woldemar Nelsson (Kíev, Ucraïna, 4 d'abril de 1938 - Múnic, Alemanya, 9 de novembre de 2006) fou un director d'orquestra.
Després de rebre les primeres lliçons del seu pare a Kíev, va estudiar als conservatoris de Novos, Moscou i Leningrad. El 1972 començà la seva carrera com a assistent a Kiril Kondraixin a la Filarmòmica de Moscou. Va dirigir les principals orquestres russes amb solistes com Mstislav Rostropóvitx, David Oistrakh i Gidon Kremer. Entre els seus alumnes en les classes de música hi havia entre d'altres en Daniel Raiskin.